# Rial marroquí

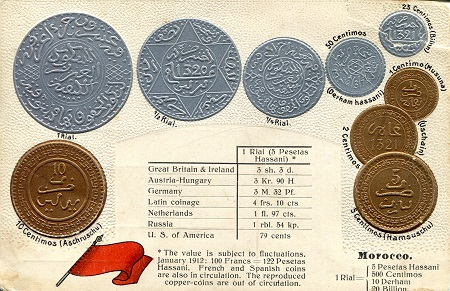
Riales marroquíes.

El rial fue la moneda de Marruecos entre 1882 y 1921. Se subdividía en 10 dirham; a su vez, cada dirham se subdividía en 50 mazunas.

## Historia
El rial se introdujo cuando Marruecos adoptó una moneda de estilo moderno en 1882. Reemplazando al antiguo sistema que consiste en monedas de  cobre denominadas Falus, monedas de plata denominadas en Dirham y numismas de oro valuadas en Benduqi.
Cuando se fundó el Protectorado español de Marruecos, el rial fue sustituido por la peseta española en 1912 a una tasa del 1 rial = 5 pesetas. En el Protectorado francés de Marruecos, el rial fue sustituido en 1921 por el franco marroquí a razón de 1 rial = 10 francos.

## Monedas
En 1882,se acuñaron monedas de ½, 1, 2½, 5 dirhams y 1 rial en plata, mientras que en 1902, numismas de bronce de 1, 2, 5 y 10 mazunas fueron introducidas. Aunque hubo varios cambios de diseño, estas denominaciones se mantuvieron hasta 1921.

## Billetes
El papel moneda denominado en riales solo fue emitido por el Banque d'Etat du Maroc entre 1910 y 1917. Los billetes estaban valuados en 20 francos (4 riales) y 100 francos (20 riales).